# Elisabeta Szilágyi
Elisabeta Silaghi (în maghiară Szilágyi Erzsébet în latină Silvanus), (n. 1410? – d. 1483, Tata, Ungaria) a fost  mama regelui Matia Corvin (Rege al Ungariei, Rege al Cehiei, Principe al Austriei), contesă de Horogszeg din renumita familie nobilă Silaghi (în maghiară Szilágyi), supranumită și mulier heroica.  

## Biografia
A fost fiica căpitanului László Szilágyi de Horogszeg al cetății de la Bradics, sora lui Mihai Szilágyi, voievod al Transilvaniei,  regent al Regatului Ungariei și soția lui Ioan de Hunedoara.
 Mama ei era Katalin Bellyéni.
Elisabeta Szilagyi s-a născut în 1410, într-o familie nobilă și influentă din Transilvania. Elisabeta era fiica lui Ladislau Szilagyi, căpitanul cetății de la Srebrenica (Bosnia Herțegovina), și sora lui Mihai Szilagyi, voievod transilvănean și regent al Regatului Ungariei, pentru o scurtă perioadă. Familia Szilágyi își avea originea în zona Sălajului și a vechiului comitat Solnocul de mijloc din Transilvania. 
La vârsta de 20 de ani, Elisabeta Szilagyi se căsătorește cu Ioan de Hunedoara, cel care avea să devină voievod al Transilvaniei și guvernator al Ungariei. 
„Despre Ioan de Hunedoara se spune că doamnele de la curtea regală erau extrem de supărate pe el, pentru că nu le acorda atenție, fiind foarte loial soției sale. Elisabeta, când nu se afla în Hunedoara sau în Cluj, îl urma chiar și în bătălii, iar slujnicele ei erau un fel de tămăduitoare pentru armată”, afirmă Delia Roman, muzeograf la Castelul Corvinilor. După moartea lui Ioan de Hunedoara, Elisabeta nu s-a mai recăsătorit.

Elisabeta Szilagyi a avut un rol important în aducerea pe tronul Ungariei a fiului său, Matia Corvin, în vârstă de doar 16 ani. 
La un an după moartea lui Ioan de Hunedoara, în 1456, cei doi fii ai săi, Matia și Ladislau au fost trimiși în închisoare, la ordinele regelui Ladislau V (Postumul) al Ungariei, fiind acuzați de înaltă trădare. Fiul cel mare al lui Ioan, Ladislau Huniade, a fost decapitat în 1457, iar moartea sa a condus la o revoltă care l-a forțat pe regele Ungariei să fugă în Boemia. Ladislau Postumul l-a luat cu el, la Praga, pe Matia și l-a ținut în captivitate. La scurt timp, în toamna anului 1457, regele în vârstă de doar 17 ani a murit din cauza unei leucemii galopante, susțin unii cecetători. Rămas în Praga cu domiciliul forțat, Matia primește un mare ajutor de la mama sa Elisabeta și de la fratele acesteia Mihai Szilágyi. Cei doi  reușesc să strângă o oaste numeroasă, cu care pornesc spre Buda, cucerind teritorii întinse traversate de râul Tisa. 
Marea nobilime maghiară se simte amenințată de forța armatelor lui Mihai Szilagyi și Elisabeta  Szilágyi, care numărau 15.000 de oameni. În sprijinul familiei Szilágyi vine, în ianuarie 1458, Nicolas Garai, palatinul Ungariei, cel care s-a oferit să susțină alegerea lui Matia ca rege al Ungariei, dacă acesta se va căsători cu fiica sa, Anna. Copila de opt ani era fosta logodnică al lui Ladislau Huniade, fratele lui Matia executat de fostul rege Ladislaus. Căsătoria nu a mai avut loc. În aceași vreme guvernatorul Boemiei, George de Poděbrady, insista ca Matia, rămas încă la Praga, să ia de soție pe fiica sa Ecaterina (1449 - 1464). Sub presiunea armatelor familiei Szilágyi și a susținătorilor de anvergură ai acesteia, Dieta Națională a Regatului Ungariei reunită la Buda în 24 ianuarie 1458 l-a ales rege pe Matia Corvin, iar Ecaterina de Podebrady, în vârstă de 9 ani, urma să îi devină regină.
Elisabeta Szilagyi a murit în 1483 în circumstanțe necunoscute, iar prin testament și-a lăsat averea nepotului ei Ioan Corvin, copilul din flori al regelui Matia Corvin. 

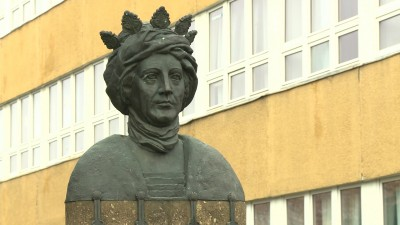
statuie a reginei  Elisabeta Szilágyi
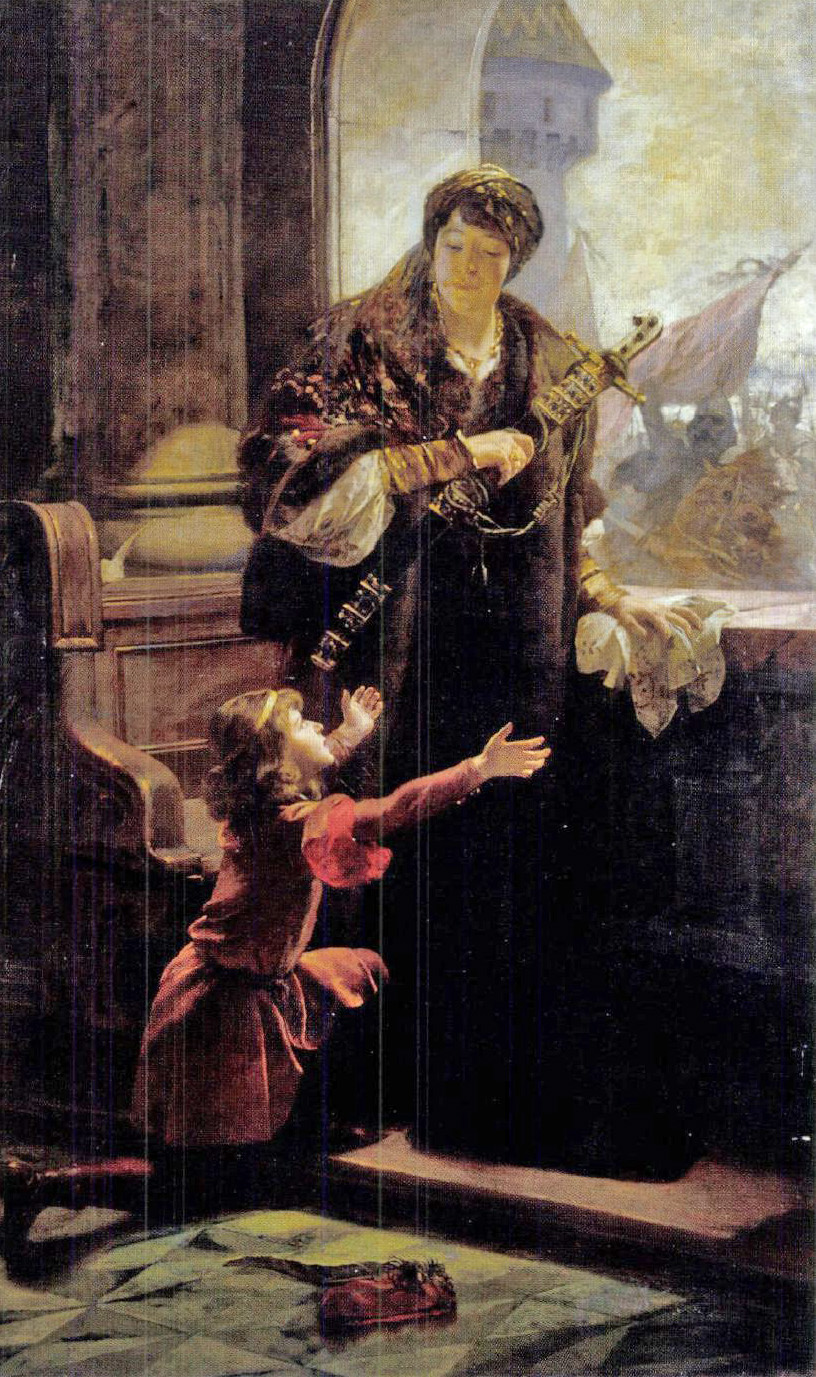
portret al reginei Elisabeta Szilágyi
blazonul familiei nobile Szilágyi